# 파페 아부 시세
파페 아부 시세(프랑스어: Pape Abou Cissé, 1995년 9월 14일 ~ )는 세네갈의 축구 선수이다. 포지션은 센터백이며, 현재 튀르키예 쉬페르리그의 클럽인 아다나 데미르스포르에서 활약하고 있다.